# 菱形二十面体
菱形二十面体（りょうけいにじゅうめんたい、Rhombic icosahedron）は、等面菱形多面体の一種であり、菱形三十面体から中部の菱形10枚を抜き、上部と下部の計20枚を合わせたものである。
1885年に結晶学者のエヴグラフ・フェドロフにより発見された。
構成面となる菱形の対角線の比は、菱形三十面体と同じなので黄金比となっており、菱形を同様に更に8枚抜くことで菱形十二面体第2種となる。

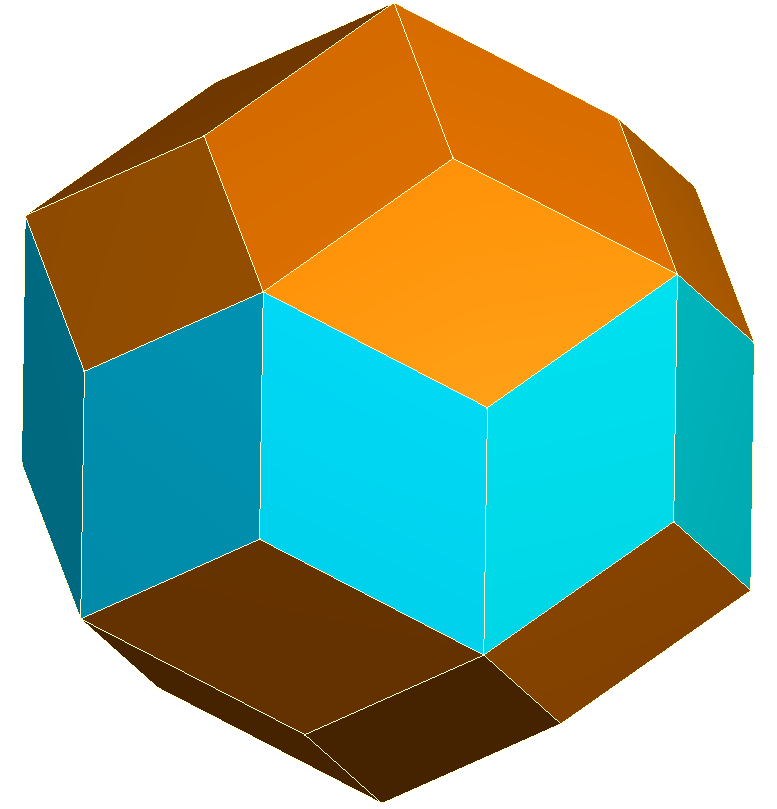
水色の部分を取り除く

## 性質
以下では、黄金数を φ、稜の長さを a とする。
- 面の形状
  - 鈍角の角度: {\displaystyle 2\tan ^{-1}\varphi \simeq 116.57^{\circ }}
  - 鋭角の角度: {\displaystyle 2\cot ^{-1}\varphi \simeq 63.43^{\circ }}
  - 長い対角線 : 短い対角線 : 辺 = {\displaystyle \varphi :1:{\sqrt {\varphi +2}}}
- 表面積: {\displaystyle 8{\sqrt {5}}a^{2}}
- 体積: {\displaystyle 2{\sqrt {5+2{\sqrt {5}}}}a^{3}=2{\sqrt {4\varphi +3}}a^{3}}